# V8 (Band)

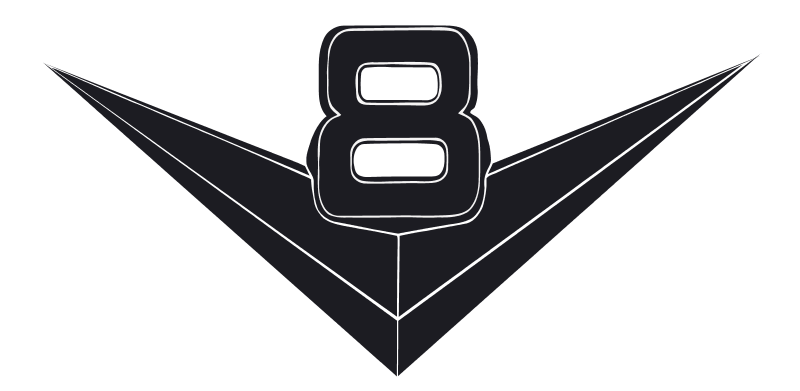
Logo der Band V8

V8 war eine argentinische Heavy-Metal-Band, die im Jahr 1979 gegründet wurde und sich im Jahr 1987 wieder auflöste. Sie zählt zu den wichtigsten argentinischen Vertretern des Genres.

## Geschichte
Die Band wurde von Bassist und Sänger Ricardo Iorio gegründet, um seinen Vorbildern Motörhead und Black Sabbath nachzueifern. Kurze Zeit später stießen noch Schlagzeuger Gerardo Osemberg und Gitarrist Ricardo Moreno zur Band. Die Band veröffentlichte ihr Debütalbum namens Luchando por el Metal im Jahr 1983. Im Jahr 1984 folgte mit Un Paso Más en la Batalla das nächste Album. Nach der Veröffentlichung veränderte sich die Besetzung einige Male und das letzte Album der Band namens El Fin de Los Inicuos wurde im Jahr 1986 veröffentlicht. Im Jahr 1987 löste sich die Band dann endgültig auf.
Sänger Alberto Zamarbide, Schlagzeuger Adrián Cenci und Gitarrist Miguel Roldan gründeten die Heavy-Metal-Band Logos. Aus V8 gingen zudem weitere Bands wie Horcas, Rata Blanca, Hermética und Almafuerte hervor. Im Jahr 1991 erschien die Best-of-Kompilation No Se Rindan. 1996 fand sich die Band noch für einige Live-Auftritte zusammen, jedoch ohne Bassist und Sänger Ricardo Iorio. Im selben Jahr erschien daraus das Live-Album Homenaje. Im Jahr 1999 verstarb Gitarrist Civile. Im Jahr 2001 wurde von Iorio das Tribute-Album No Esta Muerto Quien Pelea veröffentlicht, auf dem jedoch nur kleinere Bands zu hören waren. Ein weiteres Tribute-Album namens V8 No Murio folgte im Jahr 2002. Im Jahr 2001 erschien das Box-Set Antologia, auf dem alle drei erschienenen Alben der Band sowie unveröffentlichtes Material enthalten waren.

## Diskografie
- 1982: Demo (Demo, Eigenveröffentlichung)
- 1983: Luchando por el Metal (Album, Umbral Discos & Cintas)
- 1984: Un Paso Más en la Batalla (Album, Umbral Discos & Cintas)
- 1985: Aleación (Split-Album mit Bloke, Riff und Thor, Umbral Discos & Cintas)
- 1986: El Fin de Los Inicuos (Album, Umbral Discos & Cintas)
- 1991: No Se Rindan (Kompilation, Halley Records)
- 1996: Homenaje (Live-Album, MCA Records)
- 2001: Antologia (Box-Set, Fogón Música)